# گرند دیتور، ایلینوی
گرند دیتور (به انگلیسی: Grand Detour) یک منطقهٔ مسکونی در ایالات متحده آمریکا است که در ایلینوی واقع شده‌است. گرند دیتور ۴۲۹ نفر جمعیت دارد و ۱۹۹٫۹۵ متر بالاتر از سطح دریا واقع شده‌است.